# Kristyan Ferrer
Kristyan Ferrer (* 14. Februar 1995 in Mexiko-Stadt, Mexiko) ist ein mexikanischer Schauspieler.
Seit 2001 ist er als Schauspieler tätig. Zunächst vor allem in Werbespots in Mexiko und den USA zu sehen, wurde er von dem Sender TV Azteca als Darsteller für diverse Serien engagiert, zum Beispiel für die Serie Lo que callamos los mujeres.
Es folgten auch zahlreiche Engagements für das Theater in Mexiko.
Als Filmschauspieler hat Ferrer in einigen Kurz- und Langspielfilmen in Mexiko, den USA und sogar Deutschland mitgespielt. In Deutschland wurde er bekannt an der Seite der Schauspielerin Ingeborg Schöner in dem Film Guten Tag, Ramon, einem Film, in dem ein junger Mexikaner Arbeit und Glück in Deutschland sucht. Auch spielte er in den USA in einem Film an der Seite von Tim Roth.

## Filmografie (Auswahl)
- 2007: Species IV – Das Erwachen
- 2009: Sin Nombre
- 2013: Los horas muertos
- 2013: Guten Tag, Ramon
- 2015: 600 Millas
- 2016: 700 Millas
- 2020: Meister des Todes 2